# Nasty (canción de The Prodigy)
«Nasty» es el vigésimo segundo sencillo lanzado por la banda de música electrónica británica The Prodigy. La canción fue lanzada el 12 de enero de 2015, para su álbum The Day Is My Enemy. El EP de remezclas fue posteriormente lanzado el 2 de febrero.
El sencillo fue anunciado el 29 de diciembre de 2014, en Instagram y Facebook.

## Lista de canciones

### Descarga digital
1. Nasty - 4:03
2. Nasty (Zinc Remix) - 4:11
3. Nasty (Spor Remix) - 5:09
4. Nasty (Onen Remix) - 3:57

## Vídeo musical
El vídeo musical fue publicada en la página de la banda de YouTube el 12 de enero de 2015. Cuenta con un zorro siendo perseguido en un callejón por varios cazadores que están a punto de dispararlo. El zorro sin embargo los pone en un estado de trance y los lleva a un bosque donde se convierte a los cazadores en zorros.

## Posición en listas
| Listas (2015)                  | Posiciones |
| ------------------------------ | ---------- |
| Reino Unido (UK Singles Chart) | 98         |